# Pain of Salvation
Pain of Salvation est un groupe de metal progressif suédois, originaire d'Eskilstuna. Leurs compositions originales associent l'émotion à une grande maîtrise technique, tant au niveau de l'instrument que du rythme ou de l'harmonie.

## Biographie

### Débuts et premiers succès (1984–1999)
Fondé par le guitariste, chanteur, compositeur et auteur Daniel Gildenlöw en 1984 sous le nom de Reality, le groupe sort son premier album studio, Entropia, en 1997. Avant la sortie de l'album, Gildenlöw renomme le groupe en Pain of Salvation en 1991, dont le nom est trouvé pendant un cours de mathématiques. En 1999, l'album est commercialisé en Europe, distribué par le label InsideOut Music, et en Amérique du Sud par le label Hellion Records. En trois ans par la suite, le groupe participe à des concours et compétitions, se popularisant dans le même temps à l'échelle nationale. Ils font paraître One Hour by the Concrete Lake en 1998, un album concept sur les thèmes du commerce d'armes et de la destruction écologique.

### DeThe Perfect ElementàScarsick(2000–2008)

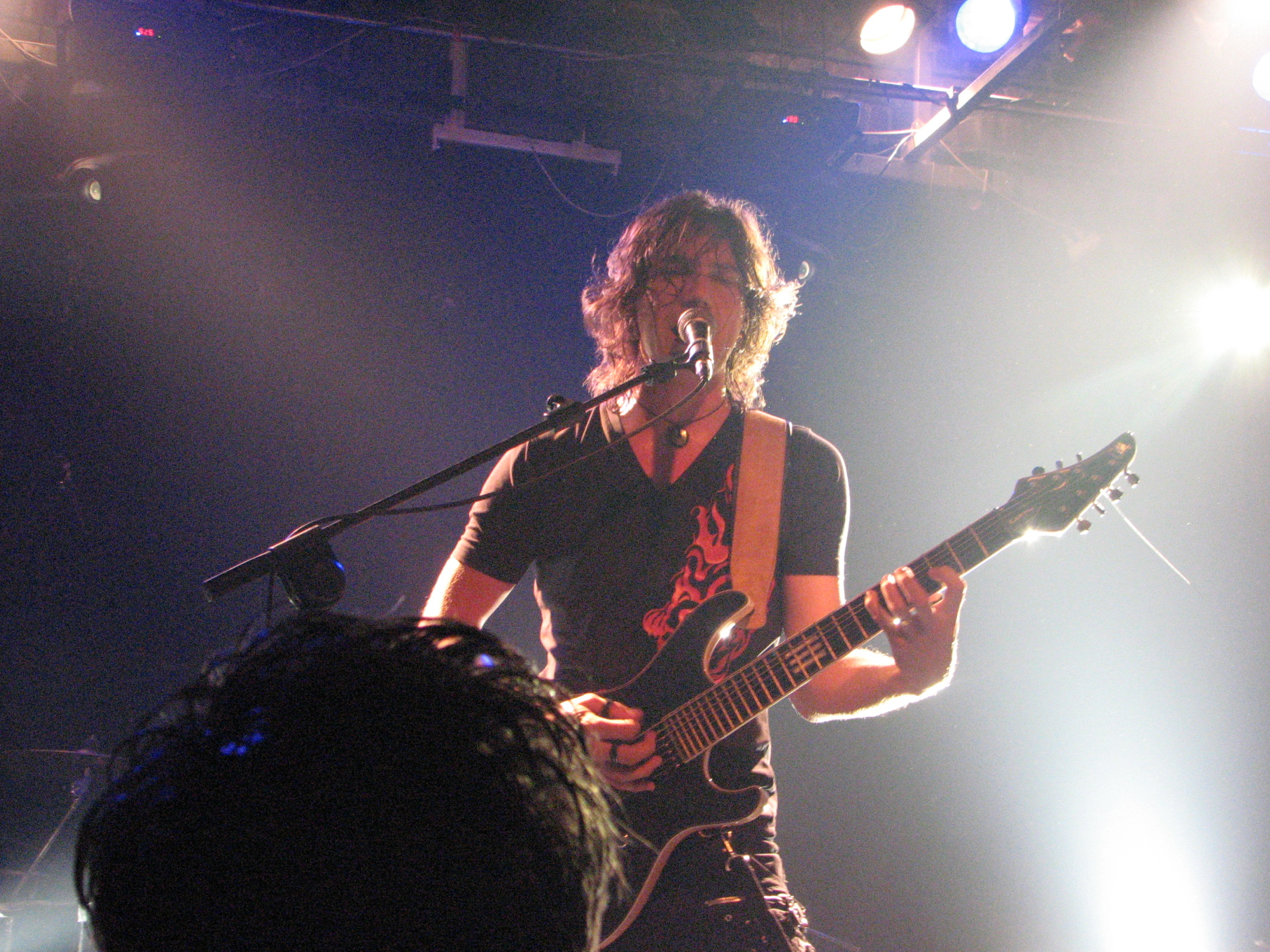
Daniel Gildenlöw avec le groupe, en avril 2007.

En 2000, The Perfect Element, Part I,, troisième opus, traite de la relation entre deux êtres marginaux, avant Remedy Lane en 2002. En 2004, le groupe sort un album intitulé BE, qui fait l'objet de représentations scéniques accompagnées d'un ensemble de cordes et de cuivres, avant d'être enregistré sur album. Cette œuvre se veut une réflexion sur l'existence et le rapport de l'Homme envers Dieu. Début 2006, Kristoffer Gildenlöw (bassiste et frère de Daniel), quitte le groupe après l'enregistrement de BE, principalement par lassitude, et à cause de la distance entre Kristoffer et le reste du groupe qui nécessitait une logistique très lourde (celui-ci résidant aux Pays-Bas depuis deux ans, avec sa compagne Liselotte Heigt avec qui il monte le groupe DIAL en 2007). L'enregistrement de l'album Scarsick s'effectue donc sans Kristoffer et c'est Daniel qui enregistre les parties de basse. Après auditions, c'est le bassiste Simon Andersson qui est choisi pour remplacer Kristoffer lors de la tournée qui suit, intégrant officiellement le line-up à la fin de celle-ci.
Scarsick est commercialisé le 22 janvier 2007, et accueilli de manière mitigée par la presse spécialisée. La même année, Johan Langell annonce son départ du groupe après 17 années de bons et loyaux services. Johan explique que la passion et la joie de jouer de la batterie ont peu à peu diminué au cours des cinq dernières années, depuis qu'il est devenu père. Il décide donc d'arrêter l'aventure Pain of Salvation à la fin de la tournée de Scarsick pour se consacrer à sa vie de famille. Et c'est ainsi qu'il passe officiellement le flambeau au français Léo Margarit le 6 octobre 2007 lors du festival de Motstøy de Notodden, en Norvège.

### Road Salt OneetTwo(2008–2013)

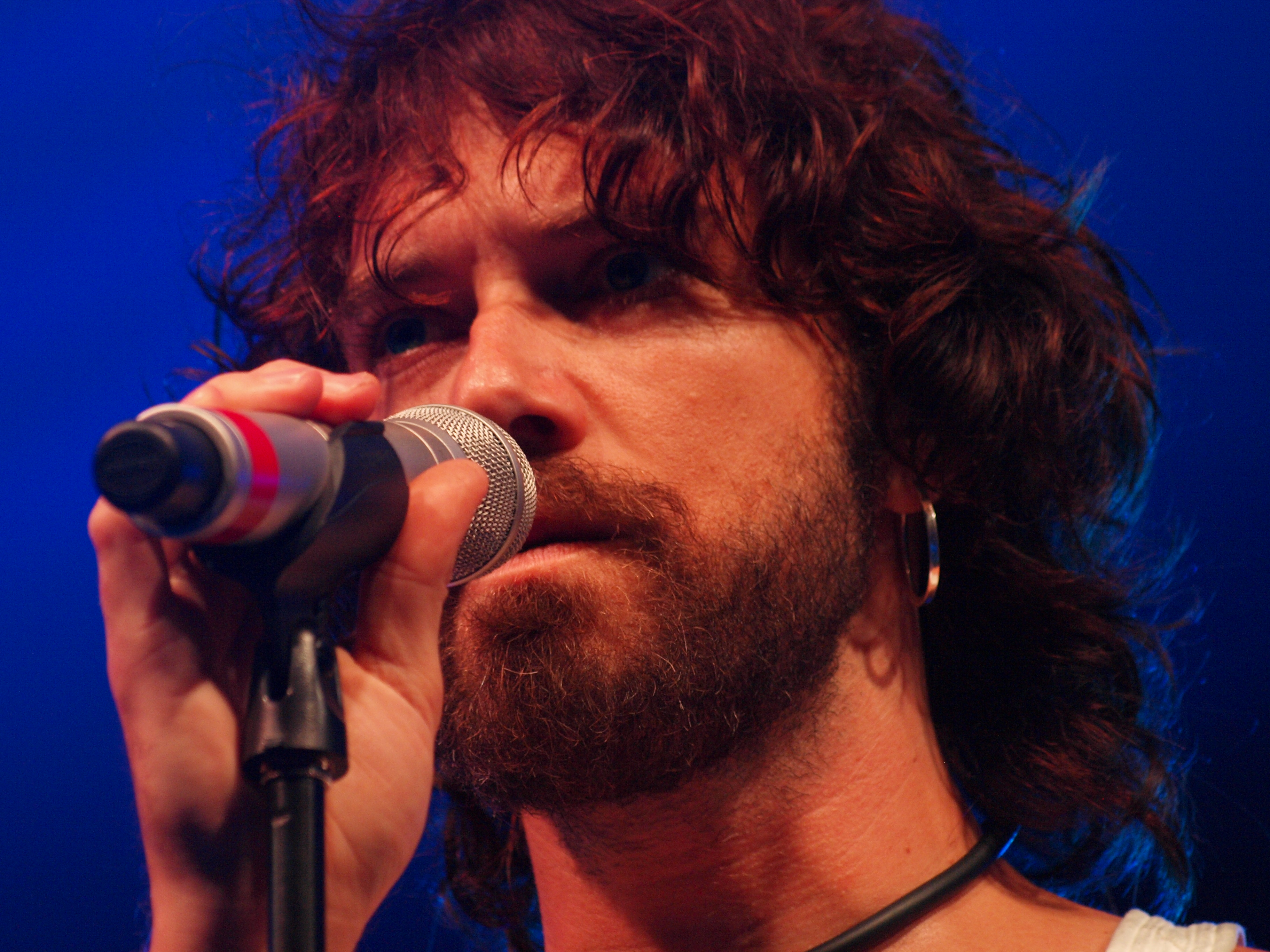
Pain of Salvation, sur scène en 2010.

À la fin de 2008, Andersson quitte le groupe, souhaitant consacrer plus de temps à ses propres projets et récupérer après la tournée de Scarsick. Le 13 février 2009, il est annoncé sur Myspace que Pain of Salvation prendrait part au Progressive Nation 2009 de Dream Theater au début de l'été. Cela aurait été leur première tournée aux États-Unis depuis 5 ans, mais la faillite de SPV, filiale d'InsideOut Music, force Pain of Salvation et Beardfish à annuler leur participation, faute de financement. En décembre 2009, la chanson Road Salt intègre l'édition 2010 du Melodifestivalen. Un EP de cinq pistes intitulé Linoleum sort en novembre, comprenant une reprise de Yellow Raven, de Scorpions. Road Salt One et Road Salt Two suivent respectivement en mai 2010 et septembre 2011.
Road Salt One est commercialisé le 17 mai 2010 dans la majeure partie de l'Europe, et le 8 juin 2010 en Amérique du Nord, tandis que Road Salt Two est commercialisé en septembre 2011. Un vidéoclip de Where It Hurts est également mis en ligne. Fin 2011 et début 2012, le line-up du groupe change significativement avec le départ de Johan Hallgren et Fredrik Hermansson, l'arrivée du bassiste Daniel Karlsson au clavier, celui de Gustaf Hielm à la guitare basse, et de Ragnar Zolberg à la guitare.

### Derniers albums (depuis 2014)
En 2014, le groupe publie Falling Home, un album acoustique qui comprend des versions rééditées de leurs chansons, deux reprises, et une nouvelles chansons (la chanson-titre Falling Home). En 2015, le groupe publie une version remixée de Remedy Lane et Remedy Lane Re:lived. En 2016, le groupe annonce qu'un nouvel album, In the Passing Light of Day, est en cours de préparation. Il est publié le 13 janvier 2017.
Le onzième album studio du groupe, intitulé Panther, sort le 28 août 2020.

## Récompenses
- 2017 : l'album In The Passing Light Of Day est élu 6e meilleur album de l'année par la rédaction de La Grosse Radio[19]

## Membres

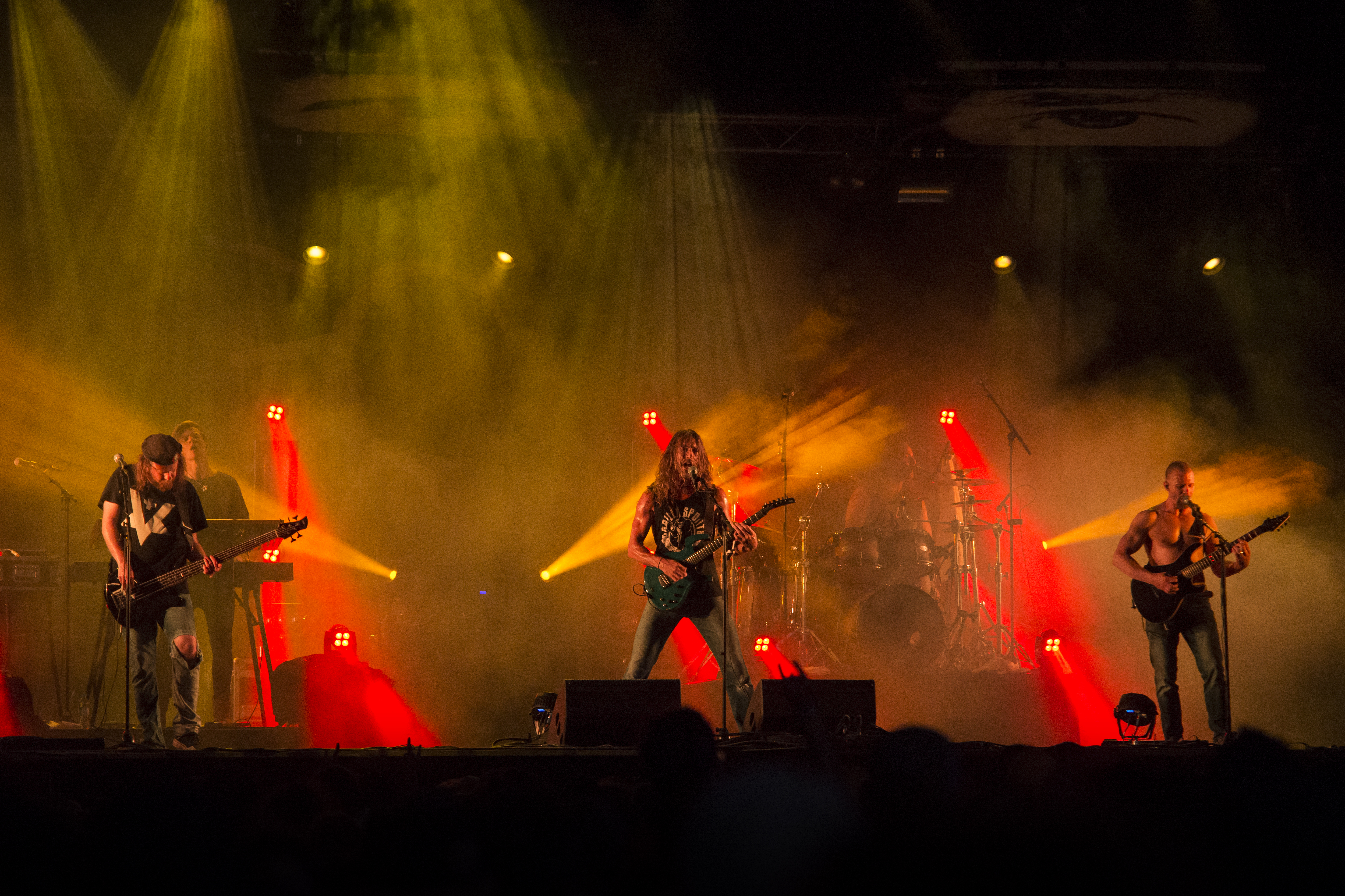
Pain of Salvation au Hellfest 2017.

### Membres actuels
- Daniel Gildenlöw - chant, guitare, luth, mandoline (depuis 1984), basse (2006-2007)
- Gustaf Hielm - guitare basse, contrebasse, chant (1992–1994, depuis 2011)
- Léo Margarit - batterie, chant, percussions, mandoline (depuis 2007)
- Daniel « D2 » Karlsson - clavier, percussions, chœurs (en tournée, 2011)
- Johan Hallgren - guitare, chant, mandoline (1998-2011, depuis 2017)

### Anciens membres
- Joakim Strandberg - basse (1984-1990)
- Mikael Pettersson - batterie (1984-1989)
- Daniel Magdic - guitare, chœurs (1986-1997)
- Johan Langell - batterie, percussions, chœurs (1989-2007)
- Magnus Johansson - basse (1990-1992)
- Kristoffer Gildenlöw - basse, violoncelle, chœurs (1994-2006)
- Fredrik Hermansson - claviers, synthétiseur, chœurs (1996-2011)
- Simon Andersson - basse, chœurs (2007-2008)
- Ragnar Zolberg - guitare, chant, mandoline (en tournée 2011–2013, 2013-2014, 2014-2017)

## Discographie

### Albums studio
- 1997 : Entropia
- 1998 : One Hour by the Concrete Lake
- 2000 : The Perfect Element, Part I
- 2002 : Remedy Lane
- 2004 : BE
- 2007 : Scarsick : The Perfect Element, Part II
- 2010 : Road Salt One : Ivory
- 2011 : Road Salt Two : Ebony
- 2014 : Falling Home
- 2017 : In the Passing Light of Day
- 2020 : Panther

### Albums live
- 2004 : 12:5
- 2009 : Ending Themes (On the Two Deaths of Pain of Salvation)

### EP
- 2009 : Linoleum